# Jörg Schmall

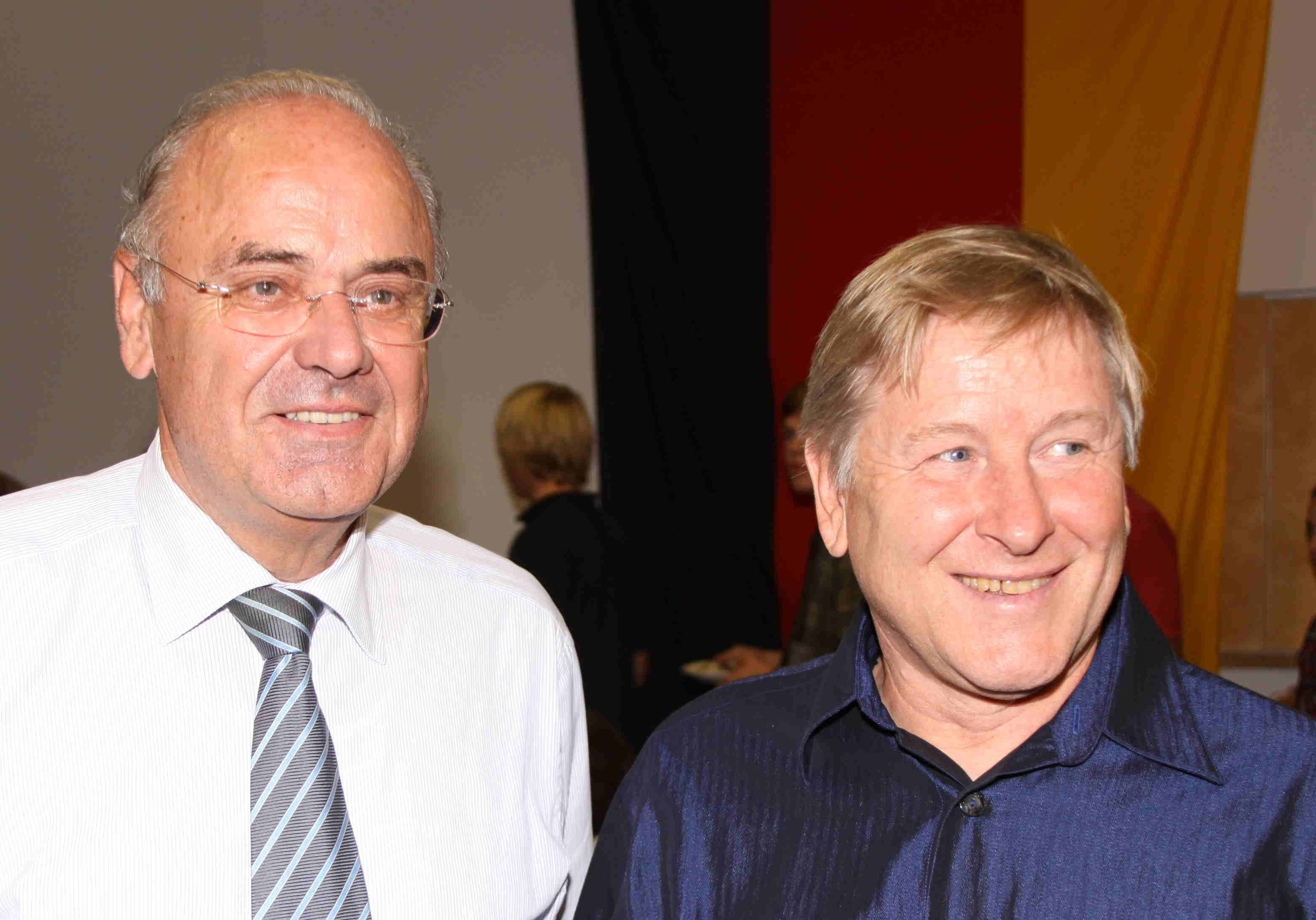
Jörg Spengler (links) und Jörg Schmall (2009)

Jörg Schmall (* 27. Januar 1943 in Stuttgart) ist ein deutscher Regattasegler, der für die Bundesrepublik Deutschland antrat.

## Erfolge
Jörg Schmall vom Konstanzer Yacht-Club gewann 1973 und 1976 zusammen mit seinem Bruder Steffen Schmall die deutsche Meisterschaft in der Bootsklasse Tornado.
International startete er ab 1975 gemeinsam mit Jörg Spengler vom Yacht-Club Noris. 1975 gewannen die beiden den Weltmeistertitel im Tornado vor den Briten Reginald White und John Osborn.
Bei den Olympischen Spielen 1976 siegten die beiden Briten mit deutlichem Vorsprung vor den US-Seglern David McFaull und Michael Rothwell. Nach zwei zweiten Plätzen in den ersten beiden Wettfahrten konnten sich Spengler und Schmall durch einen zweiten Platz in der letzten Wettfahrt die Bronzemedaille knapp hinter den Amerikanern sichern. Dafür wurden er und sein Partner Jörg Spengler von Bundespräsident Walter Scheel gemeinsam mit der deutschen Olympiamannschaft, mit dem Silbernen Lorbeerblatt ausgezeichnet.
1979 siegten Spengler und Schmall gemeinsam bei den deutschen Meisterschaften und im Jahr darauf gewannen die beiden noch einmal die Bronzemedaille bei der Weltmeisterschaft.
Jörg Schmall ist Diplom-Physiker und wohnt in Nürnberg. Er ist Mitglied im Konstanzer Yachtclub (KYC).